# Binnenhoftoren
De Binnenhoftoren is een woontoren in de wijk Ommoord, in de buurt Binnenhof-Zuid, in de Nederlandse gemeente Rotterdam.
De bouw van de toren begon in 2006 en is voltooid in 2010. De oplevering was in datzelfde jaar op 15 maart 2010. In de woontoren bevinden 101 appartementen en 104 parkeerplaatsen. De parkeergarage bevindt zich op de onderste verdiepingen die voor auto's alleen via een autolift te bereiken is.
Het geven van de vergunning duurde lang en waren er problemen met de bouwtekeningen. Hierdoor liepen de bouw en oplevering vertraging op.
De toren is ontworpen door AGS architecten en de eigenaar en opdrachtgever is de Stichting Ouderenzorg Rotterdam (SOR).

## Bouwfoto's

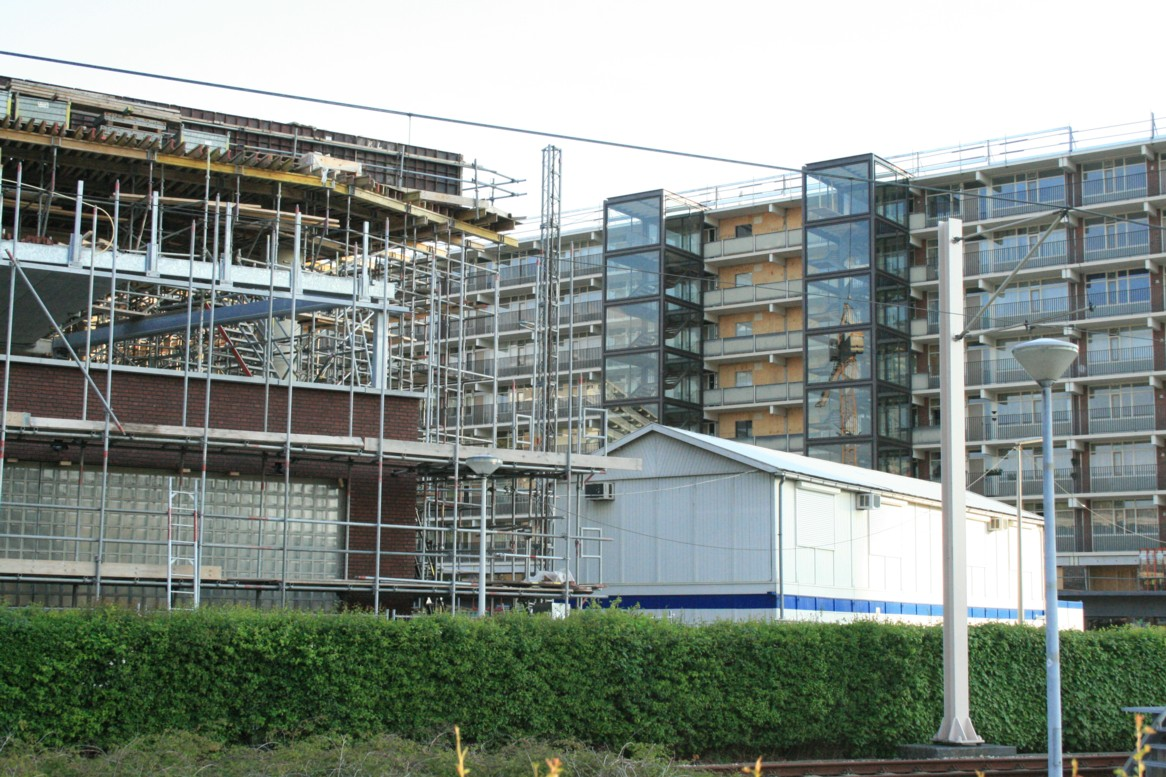
Mei 2008
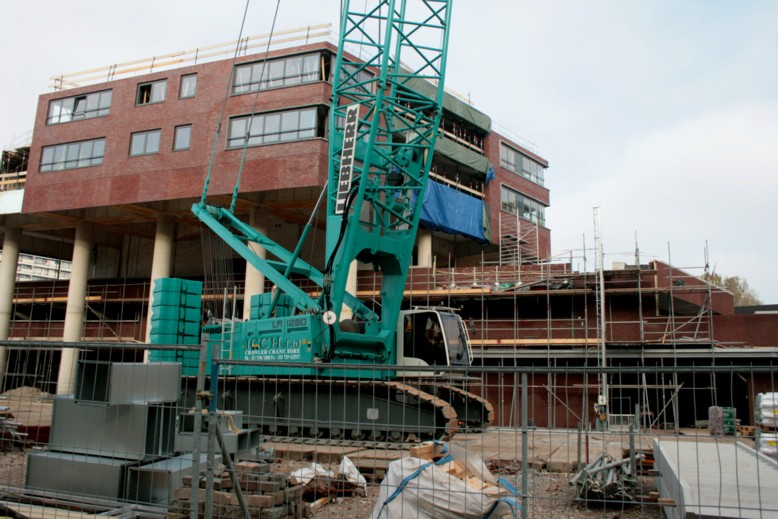
Oktober 2008
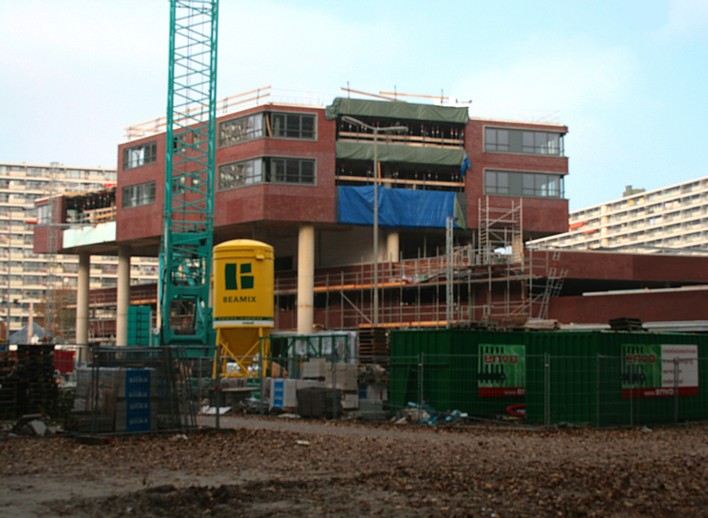
Oktober 2008
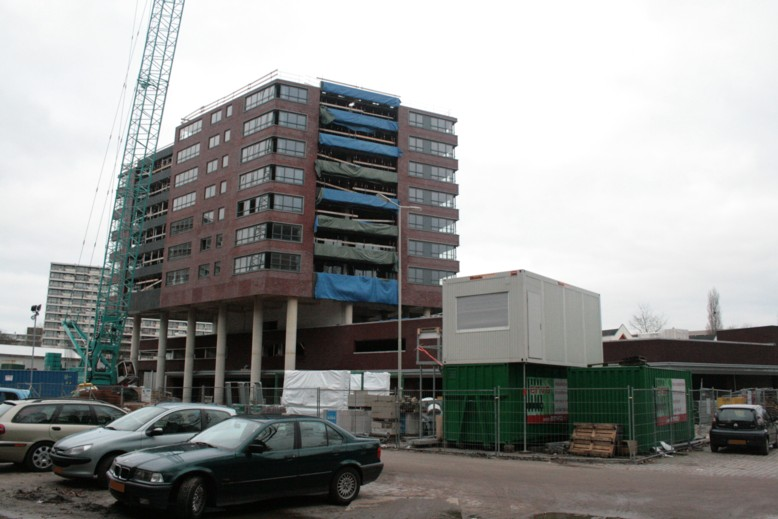
December 2008